# 早瀬ルミナ
早瀬 ルミナ（はやせ るみな、本名: 柳瀬 ルミナ = やなせ　るみな、1967年12月17日 - ）は、日本の元歌手である。ビーイング所属。

## 経歴
東京都目黒区出身。中学時代はギャングエイジを率いる存在だったという。15歳だった1983年9月1日、ビーイング傘下B&Mレーベル(日本コロムビア)よりヘビーメタル歌手としてデビュー。1枚のアルバムをリリースした。本城未沙子、浜田麻里(Hevey Metal=H.M)に続く、Hard Rock(H.R)イニシャルアーティストとして活躍した。B&Mレーベル最後のアーティストとなった。デビューアルバムとなった「甘い暴力」にはBOWWOW、樋口宗孝、長戸大幸、織田哲郎などが参加している。
趣味は犬の散歩、電話。好物はハンバーガー、コーラ、タラコスパゲティ。嫌いな食べ物は魚、ピーマン、玉葱、人参。好きなタレントはもんたよしのり、おすぎとピーコ、高見山。逢ってみたい人はブッシュマン。「ルミナ」という名前は祖母が名付け、本人はこの名前について「“宇宙の女神”という意味らしい」と話している。

## 音楽

### アルバム
- 1983.09.01 LP:AF-7214-B 甘い暴力
- 2012.01.24 CD-R:CORR-10754 甘い暴力 (初CD-R化)